# Phiala odites
Phiala odites is een vlinder uit de familie van de Eupterotidae. De wetenschappelijke naam van de soort is voor het eerst voorgesteld als Stibolepis odites door William Schaus en W. G. Clements in een publicatie uit 1893.
De spanwijdte bedraagt 48 millimeter.
De soort komt voor in Sierra Leone.